# Idioma minkin
La lengua minkin es una lengua no clasificada de los aborígenes australianos ya extinta, quizá una lengua aislada del norte de Australia.
La clasificación del minkin es incierta, sobre todo por la falta de datos. Se ha sugerido que estaría relacionado con el yiwaidjan o la familia de las lenguas tánkicas.